# Itajaí Open de Tênis 2014
L'Itajaí Open de Tênis 2014, noto come Taroii Open de Tênis 2014 per motivi di sponsorizzazione, è stato un torneo professionistico maschile di tennis facente parte della categoria ATP Challenger Tour nell'ambito dell'ATP Challenger Tour 2014. È stata la 2ª e ultima edizione del torneo, si è giocata dal 7 al 13 aprile 2014 sui campi in terra rossa dell'Itamirim Clube de Campo a Itajaí, in Brasile, e aveva un montepremi di $40,000+H.

## Partecipanti singolare

### Teste di serie
| Nazionalità | Giocatore         | Ranking | Testa di serie |
| ----------- | ----------------- | ------- | -------------- |
| Slovenia    | Blaž Rola         | 118     | 1              |
| Argentina   | Facundo Argüello  | 122     | 2              |
| Argentina   | Guido Pella       | 126     | 3              |
| Argentina   | Horacio Zeballos  | 127     | 4              |
| Argentina   | Diego Schwartzman | 128     | 5              |
| Argentina   | Guido Andreozzi   | 139     | 6              |
| Brasile     | João Souza        | 140     | 7              |
| Argentina   | Máximo González   | 159     | 8              |

### Altri partecipanti
Giocatori che hanno ricevuto una wild card:
- Tiago Fernandes
- João Souza
- Joáo Walendowsky
- Eduardo Russi

Giocatori che sono passati dalle qualificazioni:
- Fabricio Neis
- Thales Turini
- Eduardo Schwank
- Bruno Sant'anna

## Partecipanti doppio

### Teste di serie
| Nazionalità | Giocatore         | Nazionalità | Giocatore        | Ranking | Testa di serie |
| ----------- | ----------------- | ----------- | ---------------- | ------- | -------------- |
| Brasile     | André Sá          | Brasile     | João Souza       | 260     | 1              |
| Argentina   | Máximo González   | Argentina   | Eduardo Schwank  | 263     | 2              |
| Argentina   | Diego Schwartzman | Argentina   | Horacio Zeballos | 340     | 3              |
| Argentina   | Guillermo Durán   | Argentina   | Renzo Olivo      | 364     | 4              |

### Altri partecipanti
Coppie che hanno ricevuto una wild card:
- Eduardo Dischinger /  Eduardo Russi
- Tiago Fernandes /  Bruno Sant'anna
- Guilherme Galvão /  Leonardo Kirche

## Vincitori

### Singolare
Facundo Argüello ha battuto in finale  Diego Schwartzman con il punteggio di 4–6, 6–0, 6–4

### Doppio
Máximo González /  Eduardo Schwank hanno battuto in finale  André Sá /  João Souza con il punteggio di 6–2, 6–3